# Lekenceiforduló
Lekenceiforduló (románul: Tăblășeni) falu Romániában, Maros megyében.

## Története
Kisikland község része. A trianoni békeszerződésig Torda-Aranyos vármegye Marosludasi járásához tartozott.

## Népessége
2002-ben 26 lakosa volt, ebből 22 román és 4 magyar nemzetiségű.

## Vallások
A falu lakói közül 24-en ortodox és 2-en református hitűek.